# Bernard Vroom

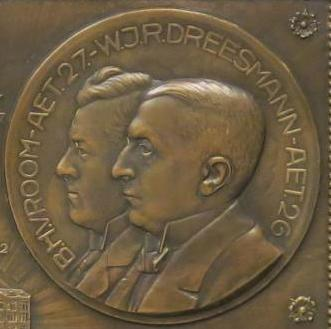
Vroom en Dreesmann afgebeeld op een bronzen plaquette

Bernardus Hendricus (Bernard) Vroom (Amsterdam, 18 mei 1884 – aldaar, 8 december 1961) was een Nederlands ondernemer. Vanaf 1919 was hij lange tijd een van de twee hoofddirecteuren van Vroom & Dreesmann en een van de directeuren van Vroom & Dreesmann Amsterdam NV. In 1948 werd hij voorzitter en later erevoorzitter van het hoofdbestuur van V&D Nederland.

## Biografie
Hij was de oudste zoon van Willem Vroom, een van de twee oprichters van de Nederlandse warenhuisketen Vroom & Dreesmann, en Cisca Tombrock. Drie van zijn zes broers zouden eveneens carrière maken bij Vroom & Dreesmann.
In 1905 stapte hij in dienst van het bedrijf van zijn vader. Hij begon in het filiaal aan de Amsterdamse Rozenstraat en kreeg in 1906 de leiding over het Centraal Magazijn. In 1919 werd hij een van de directeuren van de NV Amsterdamsche Manufacturenhandel van Vroom & Dreesmann door zijn vader op te volgen als een van de twee commissarissen van alle NV's van Vroom & Dreesmann. Zijn volle neef Willem Dreesmann fungeerde als de andere commissaris. Na een herschikking van de statuten van Vroom & Dreesmann werd hij in 1948 voorzitter en later erevoorzitter van het hoofdbestuur van V&D Nederland.
Vroom huwde in 1912 met Truus Dreesmann (1893–1992). Zij was de oudste dochter van Nicolaas Dreesmann, die op zijn beurt een jongere broer was van Bernards aangetrouwde oom Anton Dreesmann. Ze kregen drie zonen en evenveel dochters. Zijn jongste zoon Rudi (1917-1989) volgde hem op als commissaris van alle NV's van Vroom & Dreesmann en werd later net als zijn vader voorzitter van het hoofdbestuur van V&D Nederland.